# J'ai tué ma mère

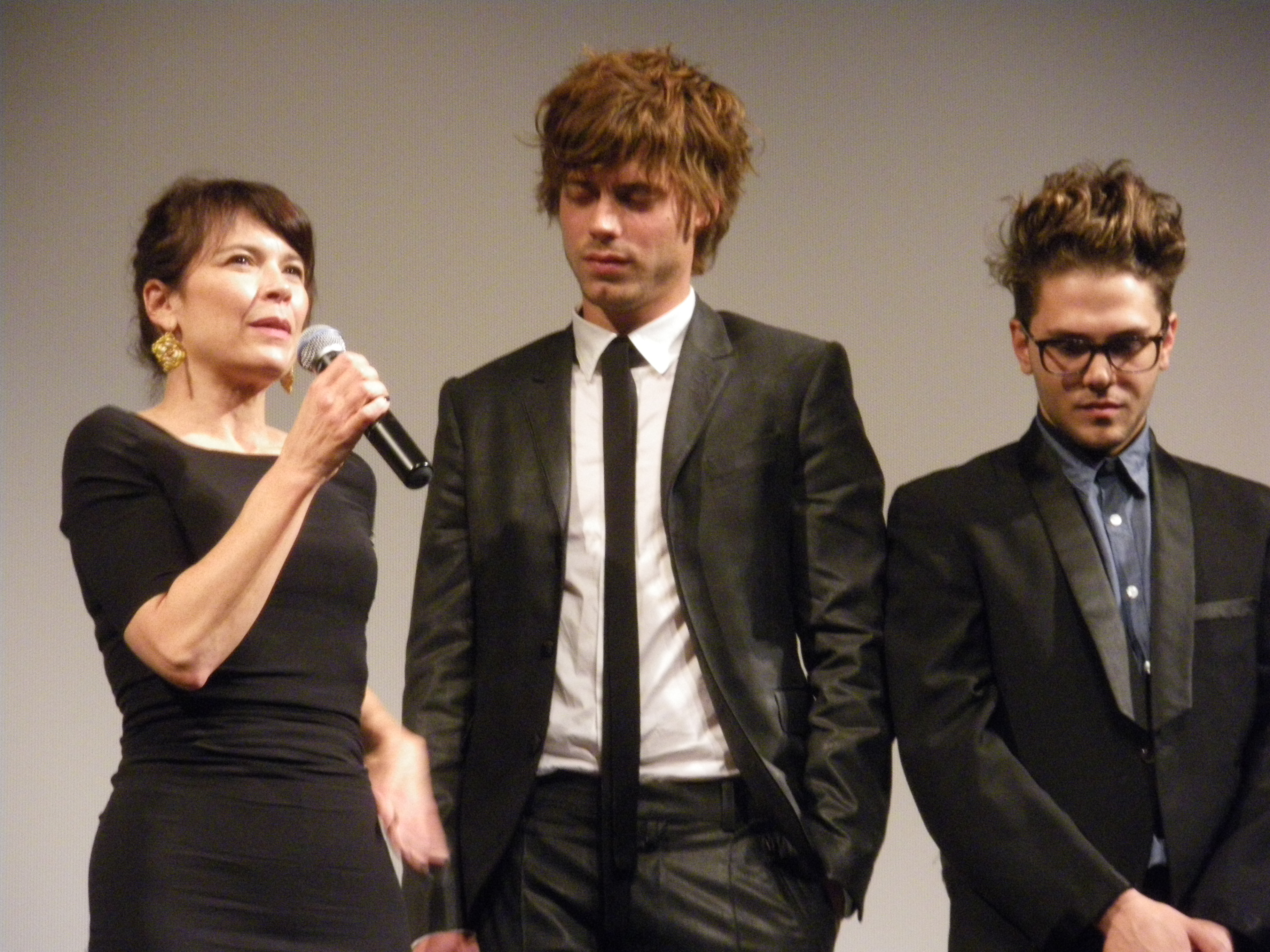
Hoofdrolspelers Anne Dorval (links), François Arnaud (midden), en Xavier Dolan (rechts) tijdens het Toronto International Film Festival 2009

J'ai tué ma mère (Ik heb mijn moeder gedood) is een Canadees-Franse dramafilm uit 2009 onder regie van Xavier Dolan. Het gaat over de complexe band tussen een moeder en haar zoon. De film won drie prijzen op de Director's Fortnight op het Filmfestival van Cannes 2009 en kreeg een staande ovatie van acht minuten. Internationaal werd de film uitgebracht onder de Engelstalige titel I Killed My Mother.
Dolan schreef het script toen hij zestien was en beschrijft de film als deels autobiografisch.

## Verhaallijn
Hubert Minel haat zijn moeder en vraagt zich af waarom de dingen niet meer zoals vroeger zijn. Wanneer hij alle hoop op verbetering verliest, vlucht hij weg van zijn moeder. Hij kan terecht bij zijn vriend en leerkracht, maar ooit zal hij een confrontatie met zijn moeder moeten aangaan.

## Rolverdeling
- Xavier Dolan als Hubert Minel
- Anne Dorval als Chantale Lemming, Huberts moeder
- Suzanne Clément als Julie Cloutier, Huberts leerkracht
- François Arnaud als Antonin Rimbaud, Huberts vriend